# John Taylor (atlet)
John Baxter Taylor mlajši * 3. november 1883, Washington, ZDA, † 2. december 1908, Philadelphia, Pennsylvania, ZDA.
Taylor je nastopil na Poletnih olimpijskih igrah 1908 v Londonu, kjer je osvojil naslov olimpijskega prvaka v mešani štafeti na 1600 m, v teku na 400 m pa po zapletu v ponovitvi finala ni nastopil. Je prvi afroameriški olimpijski prvak. Pet mesecev po olimpijadi je umrl za trebušnim tifusom.